# Opérande
En mathématiques, dans une expression décrivant une opération, chacun des éléments sur lesquels s'applique l’opération est appelé un opérande. 
En informatique, les opérandes sont plus usuellement appelés arguments ou paramètres[réf. souhaitée].
Selon l'arité de l'opérateur utilisé, il peut y avoir ainsi zéro, un ou plusieurs opérandes. En langage de programmation, l'arité de l'opérateur peut dépendre du jeu d'instructions.
Un opérande peut être une constante, une simple variable ou une expression faisant intervenir d'autres opérations.
Deux opérandes distincts peuvent avoir la même expression et a fortiori la même valeur.
```
MOV
 
DS
,
 
AX

```

Plus spécifiquement en langage d'assemblage, un opérande est une valeur sur laquelle une
instruction, nommée par sa mnémonique, opère. Cet opérande peut être un registre,
une adresse mémoire, une valeur littérale ou une étiquette.

## Référence et note
1. ↑  Éditions Larousse, « Définitions : opérande - Dictionnaire de français Larousse », sur www.larousse.fr (consulté le 19 janvier 2020)
2. ↑  En mathématiques, un opérateur d'arité zéro est plutôt appelé « constante ».